# Epibryon chorisodontii
Epibryon chorisodontii är en svampart som beskrevs av Spooner 1980. Epibryon chorisodontii ingår i släktet Epibryon och familjen Pseudoperisporiaceae.   Inga underarter finns listade i Catalogue of Life.